# فطيمة
فَطِيمَة (الاسم العلمي: Pachyptila)، جنس طيور من فصيلة خطافات البحر. يشكل أعضاء هذا الجنس والنوء الأزرق مجموعة فرعية تسمى طيور الحيتان (البريونات). وهي تنتشر في جميع أنحاء نصف الكرة الجنوبي، وغالبًا في خطوط العرض العليا الأكثر برودة.